# Општина Фратауциј Ној (Сучава)
Фратауциј Ној (рум. Frătăuţii Noi) општина је у Румунији у округу Сучава.
Oпштина се налази на надморској висини од 381 m.